# Щербина, Григорий Степанович
Григорий Степанович Щербина (укр. Григорій Степанович Щербина; 1868—1903) — русский дипломат и ориенталист украинского происхождения. Погиб при исполнении служебных обязанностей.

## Биография

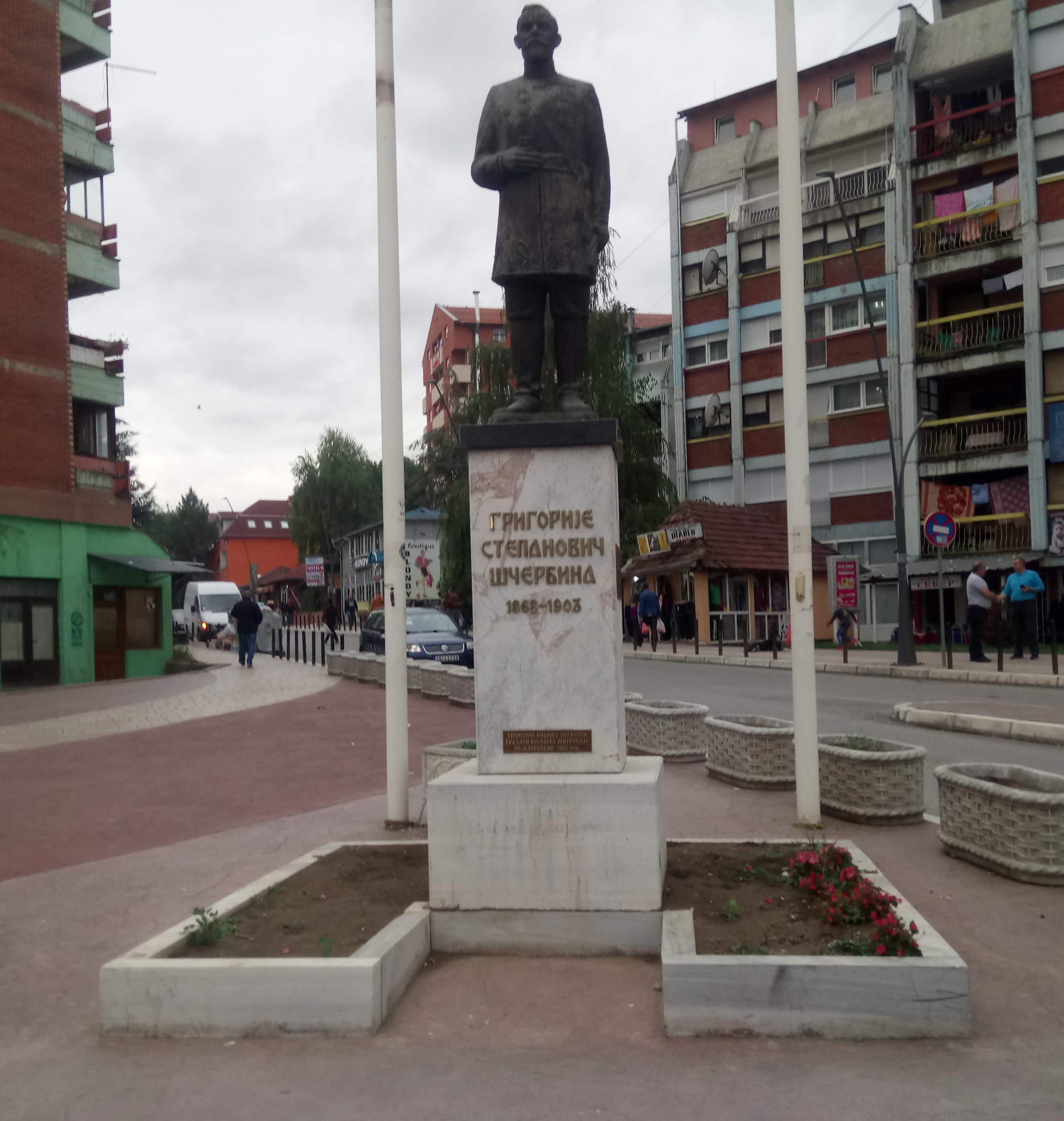
Памятник Щербине в Северной Митровице, сентябрь 2017 года

Григорий Щербина родился 21 ноября (по другим данным 29 ноября) 1868 года, на окраине Чернигова. Сын столяра Степана Щербины. В семье было четверо детей — дочь и трое сыновей.
С серебряной медалью окончив Черниговскую классическую гимназию в 1886 году, поступил в московский Лазаревский институт иностранных языков и параллельно стал работать в учебном отделении Азиатского департамента иностранных дел. Владел многими европейскими и восточными языками: арабским, персидским, татарским, армянским, грузинским, турецким, албанским, сербским и болгарским.
C 1889 года находился на дипломатической работе, последовательно занимая должности от атташе посольства до вице-консула. Был атташе при русском посольстве в Константинополе, затем служил в Ускюбе (Скопье); выполнял секретную миссию в Египте. В 1894 г. за содействие работе гидрографической экспедиции по изучению Мраморного моря Императорское Русское географическое общество присудило Щербине серебряную медаль «За полезное дело» и рекомендовало к избранию в действительные члены.

В 1897 г. был назначен вице-консулом в Северной Албании, в Скутари (Шкодере). В сентябре 1901 г. «С.-Петербургские ведомости» поместили заметку из белградской газеты «Глас српства»: 
С тех пор, как назначен русским консулом в Шкодре г-н Щ., исключительно благодаря его мощной защите, мы, шкодрянские сербы, не имеем повода жаловаться на местное турецкое правосудие. (…) Со времени приезда к нам г-на Щ., смело можем сказать, что мы – полновластные хозяева своего имущества. Русский консул защищает нас от тех злодеев-мироедов, которые раньше привыкли жить на чужой счет. Кроме того, русский консул помогает материально здешним беднякам без различия вероисповедания. Он внёс крупную сумму в городскую кассу для бедных. Он же энергично препятствует переходу православных в магометанство. По его требованию уволен от службы местный полицейский пристав, угнетавший христиан. Обязанные своим благосостоянием русскому консулу, мы приносим сердечное своё спасибо ему как великому благотворителю и славянскому патриоту.
 Занимая пост вице-консула в Скутари, Щербина исполнял одновременно обязанности министра-резидента в Цетинье — столице Черногории. Его деятельность в этой должности получила горячее одобрение и личную симпатию черногорского князя Николая I Негоша.

7 мая 1902 г. Россия открыла консульство в Косовской Митровице. Оно стало первым европейским диппредставительством в этом городе. Консулом был назначен Григорий Щербина, а впредь до его прибытия консульские обязанности исполнял Виктор Фёдорович Машков. Щербина прибыл в Митровицу в январе 1903 г. На новом посту он пробыл всего 10 недель. Местные албанцы встретили Машкова и Щербину с резким раздражением. 
Что сказать о себе? Дожил до вечера. И слава Богу!
 — написал Щербина родным в Чернигов, сразу по прибытии в Косовскую Митровицу. Как впоследствии показал на допросе убийца Щербины, общая установка косовско-албанских фисов (косовских кланов) была следующей: 
До сих пор в Митровице не было консулов – не должно быть и в будущем!
 И местный албанский «авторитет» Иса Болетини объявил митровицким сербам, что любой сербский дом, предоставленный под консульскую резиденцию, будет сожжён! 
Я водворяюсь в Митровице с большими трудностями: отношение ко мне албанского населения продолжает быть открыто враждебным и меня предупредили из Посольства о готовящемся против меня заговоре.
 — писал Щербина 12 февраля 1903 г. Григорий Щербина не смог арендовать дом под консульство, покуда османские власти не вызвали Болетини в Стамбул. А 18 марта 1903 г., во время албанского бунта в Косовской-Митровице, Щербина был смертельно ранен отбашой (ефрейтором) 17-го турецкого пехотного полка Ибрагимом бенг-Халидом (этническим албанцем) и умер в ночь с 26 на 27 марта (10 апреля по новому стилю) 1903 года. Останки высокообразованного патриота перевезли на родину.
Щербина был похоронен у стен черниговского Свято-Троицкого собора. Часовня с телом Щербины находится недалеко от мощей преподобного Лаврентия (через стену Троицкого собора). На ней имеется металлическая табличка с краткой надписью: «Щербина Григорий Степанович погиб в Сербии в 1903 году».

## Признание
- В 1894 году за содействие работе экспедиции по изучению Мраморного моря Русское географическое общество присудило Щербине серебряную медаль «За полезное дело» и рекомендовало к избранию в действительные члены.
- В честь Г. С. Щербины названа одна из улиц Белграда.
- В 1928 году в Косовской Митровице от имени благодарных горожан и офицеров гарнизона был поставлен памятник Григорию Степановичу. В годы Второй мировой войны памятник пострадал, а в ходе агрессии против Сербии в 1999 году и изгнания сербов из Косово и Метохии он был уничтожен албанскими фанатиками (памятник находился в албанской части Митровицы). В ноябре 2011 года историческая справедливость в отношении русского дипломата была восстановлена — 8 ноября памятник Щербине был установлен в сербской части Косовской Митровицы.[7]